# غزال 1
غزال 1 سيارة رياضية متعددة الأغراض سعودية طورها طلاب في جامعة الملك سعود وفنيون من شركة ماجنا شتاير. بدأ الإنتاج الضخم في 14 يونيو 2010 في عهد الملك عبد الله بن عبد العزيز في المملكة العربية السعودية. مديرا المشروع هما الدكتور عبد الرحمن الأحمري والدكتور سعيد درويش. ذكر الدكتور خالد الصالح، الذي سجل براءات اختراع السيارة، في مقابلة تلفزيونية أنه تم إجراء اختبارات خاصة بالبيئة مثل تحمل اصطدام الجمل.
تعتبر غزال 1 رابع سيارة عربية محلية الصنع، بعد رمسيس المصرية، ولاراكي المغربية، وصاروخ الجماهيرية الليبية. ومن المتوقع أن يبلغ إنتاج السيارة 20 ألف وحدة في عام 2011، وكانت السيارة غزال 1 أول سيارة عربية يتم إنتاجها بكميات كبيرة في العالم العربي.
تعتمد غزال 1 على قاعدة العجلات الطويلة التي تستخدم نفسها لسيارة مرسيدس بنز الفئة جي وقد صممها ستوديو تورينو. تتم صناعة معظم أجزاء السيارات بواسطة شركة Magna Steyr في النمسا.

## روابط خارجية
- الموقع الرسمي
- الموقع الرسمي جامعة الملك سعود
- الموقع الرسمي توب جير نسخة محفوظة 2 فبراير 2011 على موقع واي باك مشين.